# 노 에인절스
노 앙겔스(No Angels)는 독일의 팝 음악 그룹이다. 유로비전 송 콘테스트 2008에 독일 대표로 참가했다.

## 디스코그래피

### 스튜디오 음반
- Elle'ments (2001)
- Now ... Us! (2002)
- Pure (2003)
- Destiny (2007)
- Welcome to the Dance (2009)

### 기타 음반
- When the Angels Swing (2002)
- The Best of No Angels (2003)
- Acoustic Angels (2004)
- Very Best of No Angels (2008)